# Jota Pavonis
Jota Pavonis är en gul stjärna i huvudserien i Påfågelns stjärnbild.
Stjärnan har visuell magnitud +5,49 och är synlig för blotta ögat vid god seeing. Den befinner sig på ett avstånd av ungefär 57 ljusår.